# Desnjansko-Starohutskyj Nationalpark
Desnjansko-Starohutskyj Nationalpark (ukrainsk: Деснянсько-Старогутський національний природний парк) dækker en midterdel af Desna-floden i det nordøstlige Ukraine, der repræsenterer mangfoldigheden af vådområder og blandede skovlandskaber i det østlige Polesien.  Parken indeholder to dele, den ene på flodsletterne ved Desna, den anden i den sydlige region af Bryansk-skoven ved den russiske grænse. Området er relativt rent, økologisk, idet det er fri af den radioaktive zone og ligger i en ikke-industriel region. Parken ligger i det administrative distrikt Seredyna-Buda rajon i Sumy oblast.  En del af parken er et Ramsar-vådområde af international betydning "Desna River Floodplains". Det er også en del af Desniaksyi Biosphere Reserve, udpeget i 2009 af UNESCOs Man and Biosphere (MAB) Reserve Program.

## Topografi
Desnjansko-Starohutskyj ligger i floddalen til Desna, omkring 300 km opstrøms fra hvor Desna møder Dnepr-floden nær Kyiv. Terrænet i parken er dannet af glaciale aflejringer af sand og grus i sidste istid. Det flade landskab byder på floder og hesteskosøer i den bugtende Desna, og også omfattende moser og sumpe. Parken ligger i den østlige udkant af regionen Polesien, der består af skov- og lavlandsmoser, og strækker sig fra Polen i vest til det centrale russiske højland i øst.

## Klima og økoregion
Klimaet i Desna-Starohutskyi er fugtigt kontinentalt klima med varm sommer (Köppen klimaklassificering (Dfb)). Dette klima er kendetegnet ved store temperatursvingninger, både dagligt og sæsonmæssigt, med milde somre og kolde, snedækkede vintre.
Parken ligger i økoregionen centraleuropæiske blandede skove.

## Flora og fauna
Den vestlige del af parken ved Desna ("Pridesniansk") har relativt rent vand, da Desna ikke er blevet opdæmmet på dette tidspunkt. Området omfatter brede enge med høje græsser, ellesumpe og skovbevoksninger af ask, eg og asp. Den østlige, ("Starohutska"), del af parken omfatter den sydlige del af Bryansk-skoven, der strækker sig ind i Rusland. Starohutska-sektionen er for det meste fyrreskov med få bevoksninger af løvtræer. Typiske store pattedyr er elg, rådyr, vildsvin, egern, hare og ulv. I de senere år er bævere dukket op igen i de sumpede områder. Fuglelivet er bemærkelsesværdigt, med 134 arter registreret som ynglende i parken. De akvatiske samfund omfatter den sårbare størfisk Sterlet og den næsten truede europæisk odder.

## Offentlig brug
Der er rekreative faciliteter i begge af hoveddele af parken, med opvarmede hytter til leje, både, fiskeri og campingpladser. Parkadministrationen anmoder om at tjekke ind på besøgscentret for at registrere sig og for at gennemgå parkens regler. I Pridesnaya-sektionen er der en pædagogisk økologisk sti, "Visnikska Desna", der arbejder sig gennem de forskellige habitater på Desna-flodsletteterrasserne. Der er et besøgscenter med bibliotek og videoer, og parkforskere sponsorerer uddannelsesprogrammer for lokale skolegrupper.